# Alexandre le bienheureux
Alexandre le bienheureux is een Franse film van Yves Robert die uitgebracht werd in 1968.
Philippe Noiret vertolkte in deze komedie voor het eerst de absolute hoofdrol. De sloomheid van zijn gelukzalige Alexandre doet denken aan het Oblomovpersonage uit de gelijknamige roman van Ivan Gontsjarov.

## Verhaal
Beauce, Île-de-France. Alexandre, een zachtaardige slome man, is iemand die liever droomt dan werkt. Zijn echtgenote is 'La Grande', een dominante vrouw die eigenares is van de grootste hoeve van de streek. Ze heeft hem als man gekozen omwille van zijn kracht. Zo hoopte ze enkele knechten op de hoeve uit te sparen. Elke dag legt ze hem een overdreven hoeveelheid taken op. 
Maar tot haar grote ergernis is haar Alexandre een overtuigde levensgenieter. Voor hem is alles belangrijker dan het werk op de hoeve, op de velden en de akkers. Het leven op de boerderij benauwt hem, hij voelt er zich niet vrij en wrijvingen ontstaan wanneer hij zich ontfermt over een loslopende hond die zijn vriend wordt en met zijn aandacht gaat weglopen. 
Wanneer zijn vrouw in een verkeersongeval omkomt wordt hij weduwnaar. Hij herademt opgelucht en kan zijn geluk niet op. Na de uitvaart sluit hij zich op met zijn hond en brengt de volgende weken in bed door. Met de mand in zijn muil gaat de hond de boodschappen ophalen in de plaatselijke kruidenierswinkel van Agathe. Deze aantrekkelijke jonge vrouw begint zich voor hem te interesseren, en misschien ook wel voor zijn landerijen. Alexandre wordt verliefd op haar.

## Rolverdeling
| Acteur           | Personage                                     |
| ---------------- | --------------------------------------------- |
| Philippe Noiret  | Alexandre Gartempe                            |
| Françoise Brion  | 'la Grande'                                   |
| Marlène Jobert   | Agathe Bordeaux                               |
| Paul Le Person   | Sanguin, vader van een kroostrijk gezin       |
| Tsilla Chelton   | mevrouw Bouillot, de kruidenierster en weduwe |
| Léonce Corne     | Lamendin                                      |
| Pierre Richard   | Colibert                                      |
| Jean Saudray     | Pinton                                        |
| Pierre Barnley   | de pastoor                                    |
| Marcel Bernier   | Malicorne                                     |
| Bernard Charlan  | de burgemeester                               |
| Madeleine Damien | mevrouw Boisseau                              |
| Pierre Maguelon  | Verglandier                                   |
| François Vibert  | de schoonvader van Alexandre                  |
| Jean Carmet      | 'la Fringale'                                 |